# 李元度
李元度（1821年—1887年），字次青，又字笏庭，湖南省平江县沙塅村人，清朝歷史學家，曾國藩好友、親家，出身貧寒，累官至貴州布政使，有官譽好評。著有《天岳山馆文钞》。

## 生平
- 父親販豆腐；4歲成孤兒。
- 18歲中秀才，23歲中湖南舉人，任黔陽县教儒
- 1853年，李任湖南郴州州学训导，憤太平軍非儒，寫長信給衡陽招湘勇的曾國藩自荐，並自平江招勇500人，棄文從武投效衡陽曾國藩。
- 曾練兵兩年，在長沙靖港慘敗；曾寫好遺書給李後投水自盡，被撈救起，李元度皆予勸慰，曾感動之餘，把侄女許配給李。

### 徽州失守
- 咸豐十年1860年，已是兩江總督曾國藩，令李元度領軍守徽州，為湘軍司令部祁門門戶。
- 太平軍10萬攻至，李幾乎戰歿逃出，徽州失守；曾彈劾李元度上准。

### 同治復出貴州
- 同治初年，貴州民變起事；
- 同治五年（1866年三月），李在平江募勇2000，前往貴州平亂；兩年內攻佔號軍村寨900座，累戰功升任雲南按察使，在籍未赴任（因另有缺）。

### 光緒佈署海防
- 光緒10年中法戰爭時應彭玉麟之邀出任廣東防務，建議堵塞虎門阻法軍海軍。
- 11年六月補貴州按察使，上疏北京有關東南海防建言：

1. 沿岸仿外國廣修炮台；
2. 為籌備海防餉，建議改江南漕運為折色。
3. 為防法國、日本犯邊，福建巡撫需改置於台灣；
4. 裁汰冗官，廢督撫同省城之湖北、雲南、廣東三省巡撫，收權於總督；
5. 於國外華僑居地，廣置公使或是領事。

立意雖好，唯開罪既得利益者眾，朝廷礙難採納實施。
- 光緒13年升任貴州布政使 (負責省內民政財務)，同年九月廿七日（1887年11月12日）病逝任內。

## 著作
- 《国朝先正事略》
- 《湖南通志》